# Paragarypus fagei
Paragarypus fagei – gatunek zaleszczotka z rodziny Garypidae. Jedyny gatunek monotypowego rodzaju Paragarypus.

## Występowanie
Gatunek ten jest endemitem Madagaskaru i jedynym znanym przedstawicielem Garypidae go zamieszkującym.